# Tammy Sutton-Brown
Tamara Kim «Tammy» Sutton-Brown (Markham, 27 de enero de 1978) es una exbaloncestista canadiense que disputó doce temporadas en la Women's National Basketball Association (WNBA) ocupando la posición de pívot.
Fue reclutada por los Charlotte Sting en la 18° posición de la segunda ronda del Draft de la WNBA de 2001, y militó tanto en los Charlotte Sting (2001–2006) con en Indiana Fever (2007–2012). Además, en 2002 y 2007 fue una de las jugadoras del All-Star Game de la WNBA.

## Estadísticas

### Totales
| Año                                                                                              | Equipo | J   | JI  | MJ   | TC   | ITC  | TC%  | 3P | 3PA | 3P%  | 2P   | 2PA  | 2P%  | TL   | ITL  | TL%  | RBO | RBD  | RBT  | AST | STL | BLK | TOV | PF   | PTS  |
| ------------------------------------------------------------------------------------------------ | ------ | --- | --- | ---- | ---- | ---- | ---- | -- | --- | ---- | ---- | ---- | ---- | ---- | ---- | ---- | --- | ---- | ---- | --- | --- | --- | --- | ---- | ---- |
| 2001                                                                                             | CHA    | 29  | 21  | 602  | 72   | 147  | .490 | 0  | 0   |      | 72   | 147  | .490 | 52   | 72   | .722 | 51  | 78   | 129  | 11  | 21  | 39  | 40  | 84   | 196  |
| 2002 ★                                                                                           | CHA    | 32  | 29  | 885  | 129  | 243  | .531 | 0  | 0   |      | 129  | 243  | .531 | 124  | 174  | .713 | 76  | 115  | 191  | 15  | 29  | 36  | 49  | 125  | 382  |
| 2003                                                                                             | CHA    | 34  | 33  | 864  | 98   | 233  | .421 | 0  | 0   |      | 98   | 233  | .421 | 90   | 131  | .687 | 73  | 128  | 201  | 15  | 19  | 50  | 59  | 132  | 286  |
| 2004                                                                                             | CHA    | 34  | 34  | 970  | 106  | 224  | .473 | 0  | 0   |      | 106  | 224  | .473 | 113  | 162  | .698 | 63  | 148  | 211  | 15  | 31  | 71  | 71  | 111  | 325  |
| 2005                                                                                             | CHA    | 34  | 33  | 887  | 111  | 218  | .509 | 0  | 0   |      | 111  | 218  | .509 | 96   | 141  | .681 | 64  | 115  | 179  | 14  | 30  | 37  | 69  | 138  | 318  |
| 2006                                                                                             | CHA    | 30  | 30  | 800  | 118  | 242  | .488 | 0  | 0   |      | 118  | 242  | .488 | 99   | 155  | .639 | 70  | 106  | 176  | 20  | 26  | 55  | 71  | 105  | 335  |
| 2007 ★                                                                                           | IND    | 34  | 33  | 860  | 149  | 307  | .485 | 0  | 0   |      | 149  | 307  | .485 | 111  | 155  | .716 | 66  | 118  | 184  | 30  | 35  | 47  | 85  | 115  | 409  |
| 2008                                                                                             | IND    | 33  | 33  | 956  | 143  | 289  | .495 | 0  | 1   | .000 | 143  | 288  | .497 | 103  | 153  | .673 | 63  | 145  | 208  | 17  | 20  | 57  | 69  | 113  | 389  |
| 2009                                                                                             | IND    | 27  | 25  | 680  | 95   | 204  | .466 | 0  | 0   |      | 95   | 204  | .466 | 76   | 102  | .745 | 44  | 114  | 158  | 23  | 15  | 40  | 49  | 76   | 266  |
| 2010                                                                                             | IND    | 34  | 34  | 875  | 103  | 229  | .450 | 0  | 1   | .000 | 103  | 228  | .452 | 70   | 99   | .707 | 69  | 105  | 174  | 29  | 33  | 55  | 55  | 90   | 276  |
| 2011                                                                                             | IND    | 34  | 26  | 645  | 68   | 139  | .489 | 0  | 3   | .000 | 68   | 136  | .500 | 52   | 70   | .743 | 41  | 65   | 106  | 19  | 36  | 41  | 33  | 65   | 188  |
| 2012                                                                                             | IND    | 33  | 32  | 541  | 49   | 116  | .422 | 0  | 0   |      | 49   | 116  | .422 | 32   | 40   | .800 | 28  | 65   | 93   | 24  | 24  | 27  | 22  | 39   | 130  |
| Carrera                                                                                          |        | 388 | 363 | 9565 | 1241 | 2591 | .479 | 0  | 5   | .000 | 1241 | 2586 | .480 | 1018 | 1454 | .700 | 708 | 1302 | 2010 | 232 | 319 | 555 | 672 | 1193 | 3500 |
| Notas: J=Juegos; JI=Juegos iniciales; MJ=Minutos jugados; ITC=Intentos de TC; ITL=Intentos de TL |        |     |     |      |      |      |      |    |     |      |      |      |      |      |      |      |     |      |      |     |     |     |     |      |      |

### Por partido
| Año                                                                                              | Equipo | J   | JI  | MJ   | TC  | ITC | TC%  | 3P  | 3PA | 3P%  | 2P  | 2PA | 2P%  | TL  | ITL | TL%  | RBO | RBD | RBT | AST | STL | BLK | TOV | PF  | PTS  |
| ------------------------------------------------------------------------------------------------ | ------ | --- | --- | ---- | --- | --- | ---- | --- | --- | ---- | --- | --- | ---- | --- | --- | ---- | --- | --- | --- | --- | --- | --- | --- | --- | ---- |
| 2001                                                                                             | CHA    | 29  | 21  | 20.8 | 2.5 | 5.1 | .490 | 0.0 | 0.0 |      | 2.5 | 5.1 | .490 | 1.8 | 2.5 | .722 | 1.8 | 2.7 | 4.4 | 0.4 | 0.7 | 1.3 | 1.4 | 2.9 | 6.8  |
| 2002                                                                                             | CHA    | 32  | 29  | 27.7 | 4.0 | 7.6 | .531 | 0.0 | 0.0 |      | 4.0 | 7.6 | .531 | 3.9 | 5.4 | .713 | 2.4 | 3.6 | 6.0 | 0.5 | 0.9 | 1.1 | 1.5 | 3.9 | 11.9 |
| 2003                                                                                             | CHA    | 34  | 33  | 25.4 | 2.9 | 6.9 | .421 | 0.0 | 0.0 |      | 2.9 | 6.9 | .421 | 2.6 | 3.9 | .687 | 2.1 | 3.8 | 5.9 | 0.4 | 0.6 | 1.5 | 1.7 | 3.9 | 8.4  |
| 2004                                                                                             | CHA    | 34  | 34  | 28.5 | 3.1 | 6.6 | .473 | 0.0 | 0.0 |      | 3.1 | 6.6 | .473 | 3.3 | 4.8 | .698 | 1.9 | 4.4 | 6.2 | 0.4 | 0.9 | 2.1 | 2.1 | 3.3 | 9.6  |
| 2005                                                                                             | CHA    | 34  | 33  | 26.1 | 3.3 | 6.4 | .509 | 0.0 | 0.0 |      | 3.3 | 6.4 | .509 | 2.8 | 4.1 | .681 | 1.9 | 3.4 | 5.3 | 0.4 | 0.9 | 1.1 | 2.0 | 4.1 | 9.4  |
| 2006                                                                                             | CHA    | 30  | 30  | 26.7 | 3.9 | 8.1 | .488 | 0.0 | 0.0 |      | 3.9 | 8.1 | .488 | 3.3 | 5.2 | .639 | 2.3 | 3.5 | 5.9 | 0.7 | 0.9 | 1.8 | 2.4 | 3.5 | 11.2 |
| 2007                                                                                             | IND    | 34  | 33  | 25.3 | 4.4 | 9.0 | .485 | 0.0 | 0.0 |      | 4.4 | 9.0 | .485 | 3.3 | 4.6 | .716 | 1.9 | 3.5 | 5.4 | 0.9 | 1.0 | 1.4 | 2.5 | 3.4 | 12.0 |
| 2008                                                                                             | IND    | 33  | 33  | 29.0 | 4.3 | 8.8 | .495 | 0.0 | 0.0 | .000 | 4.3 | 8.7 | .497 | 3.1 | 4.6 | .673 | 1.9 | 4.4 | 6.3 | 0.5 | 0.6 | 1.7 | 2.1 | 3.4 | 11.8 |
| 2009                                                                                             | IND    | 27  | 25  | 25.2 | 3.5 | 7.6 | .466 | 0.0 | 0.0 |      | 3.5 | 7.6 | .466 | 2.8 | 3.8 | .745 | 1.6 | 4.2 | 5.9 | 0.9 | 0.6 | 1.5 | 1.8 | 2.8 | 9.9  |
| 2010                                                                                             | IND    | 34  | 34  | 25.7 | 3.0 | 6.7 | .450 | 0.0 | 0.0 | .000 | 3.0 | 6.7 | .452 | 2.1 | 2.9 | .707 | 2.0 | 3.1 | 5.1 | 0.9 | 1.0 | 1.6 | 1.6 | 2.6 | 8.1  |
| 2011                                                                                             | IND    | 34  | 26  | 19.0 | 2.0 | 4.1 | .489 | 0.0 | 0.1 | .000 | 2.0 | 4.0 | .500 | 1.5 | 2.1 | .743 | 1.2 | 1.9 | 3.1 | 0.6 | 1.1 | 1.2 | 1.0 | 1.9 | 5.5  |
| 2012                                                                                             | IND    | 33  | 32  | 16.4 | 1.5 | 3.5 | .422 | 0.0 | 0.0 |      | 1.5 | 3.5 | .422 | 1.0 | 1.2 | .800 | 0.8 | 2.0 | 2.8 | 0.7 | 0.7 | 0.8 | 0.7 | 1.2 | 3.9  |
| Carera                                                                                           |        | 388 | 363 | 24.7 | 3.2 | 6.7 | .479 | 0.0 | 0.0 | .000 | 3.2 | 6.7 | .480 | 2.6 | 3.7 | .700 | 1.8 | 3.4 | 5.2 | 0.6 | 0.8 | 1.4 | 1.7 | 3.1 | 9.0  |
| Notas: J=Juegos; JI=Juegos iniciales; MJ=Minutos jugados; ITC=Intentos de TC; ITL=Intentos de TL |        |     |     |      |     |     |      |     |     |      |     |     |      |     |     |      |     |     |     |     |     |     |     |     |      |